# Carl-Allan Moberg
Carl-Allan Moberg   (Östersunds församling i Östersund, 5 de juny de 1896 - Helga Trefaldighet i Uppsala, 19 de juny de 1978) va ser un investigador musical suec. El 1947 va assumir el catedràtic de Suècia, aleshores primer i únic, en el tema d'investigació musical (avui: musicologia) a la Universitat d'Uppsala, de la qual es va retirar el 1961.

## Biografia
El pare de Moberg va ser el primer metge de la ciutat a Östersund. A la seva joventut a Jämtland, Moberg va estudiar teoria musical, violí i piano. Més tard seguit estudis a la història de la religió i l'art a la Universitat d'Uppsala, la investigació musical de Tobias Norlind al Estocolm Acadèmia de Música, musical filologia i la litúrgia medieval i teoria de la música de Peter Wagner de la Universitat suïssa de Friburg. El 1927 va defensar la seva tesi a la Universitat d'Uppsala sobre la dissertació Über die schwedischen Sequenzenen dos volums i va obtenir els títols de professor associat. Després es va quedar a Uppsala per construir el tema de la investigació musical en la seva forma moderna. La seva investigació va abastar diverses àrees, totes tractades amb una precisió, profunditat i capacitat analítica notables. Entre les àrees que va contribuir amb esforços pioners, hi ha la música litúrgica de l'Església occidental durant l'edat mitjana, la música barroca luterana i la música popular sueca.
El 1933 va ser elegit membre del consell de la Societat Sueca d'Investigació Musical i durant els anys 1944–1961 en fou president. Entre 1945 i 1960 va ser redactor en cap de la Revista Sueca d'Investigació Musical. Va ser membre de la "Royal Academy of Music". "Kungl. Humanistiska Vetenskapssamfundet" i "Uppsala Kungl", "Gustaf Adolf's Academy" i va estar a la redacció del projecte editorial "Monumenta musicae svecicae".
Als anys setanta, es va establir el Fons Carl-Allan Moberg per a musicologia, a partir del qual es concedeixen regularment beques a través de la "Royal Academy of Music".

## Honors i premis
- 1943 - Membre núm. 637 de la Reial Acadèmia de Música
- 1945 - Doctor honoris causa en Teologia per la Universitat d'Uppsala
- 1952 - La medalla per a la promoció de la música

## Llegir més
- Ingmar Bengtsson : Carl-Allan Moberg al diccionari biogràfic suec (1985-1987)
- Carl-Allan Moberg a Living Music Heritage